# Новое Рамушево
Новое Рамушево — деревня в Старорусском районе Новгородской области в составе Медниковского сельского поселения.

## География
Находится в южной части Новгородской области на расстоянии приблизительно 24 км на юго-восток по прямой от районного центра города Старая Русса на правобережье Ловати.

## История
На карте 1840 года здесь была обозначена деревня Рамушево. Позднее произошло ее разделение на Старое Рамушево и Новое Рамушево. В 1908 году здесь (Старорусский уезд Новгородской губернии) было учтено 27 дворов.В ходе Великой Отечественной войны деревня находилась в зоне так называемого "Рамушевского" коридора, соединявшего позиции немецких войск с Демянским котлом и получившего известность в ходе проведения Демянской операции и Демянской наступательной операции.

## Население
Численность населения: 139 человек (1908 год), 9 (русские 100 %) в 2002 году, 5 в 2010.